# 機電工程署總部大樓

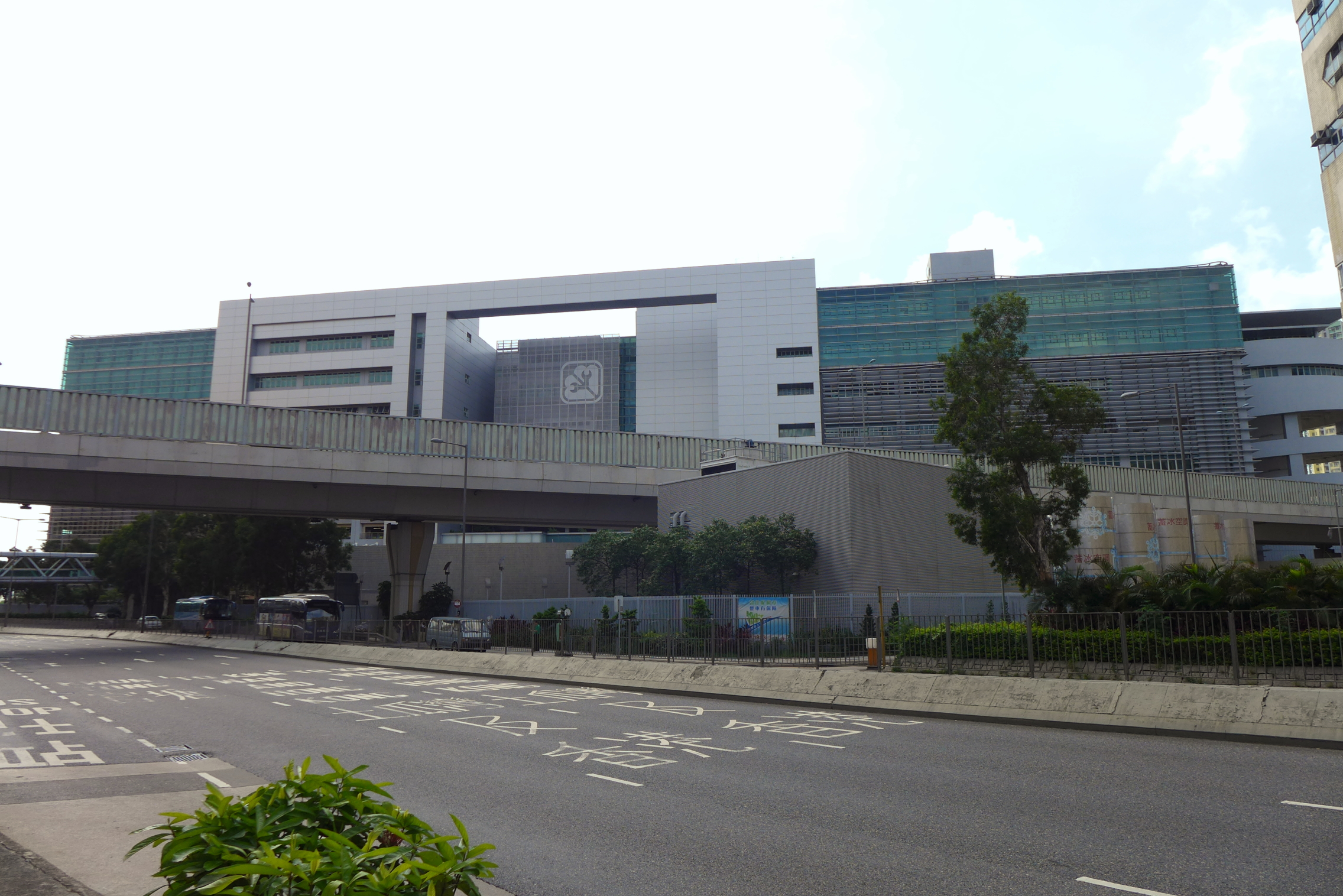
機電工程署總部大樓正面

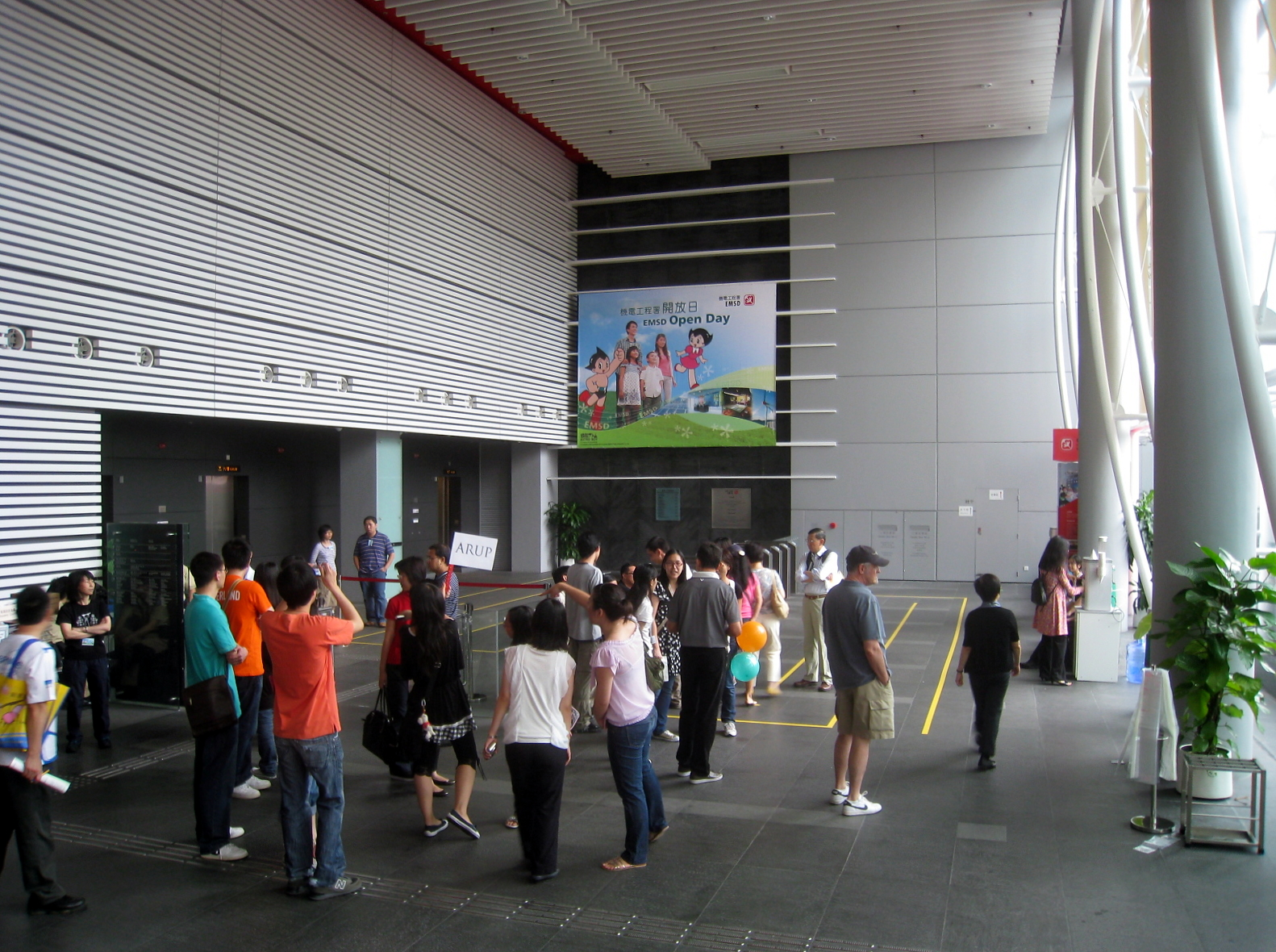
總部大樓地下大堂

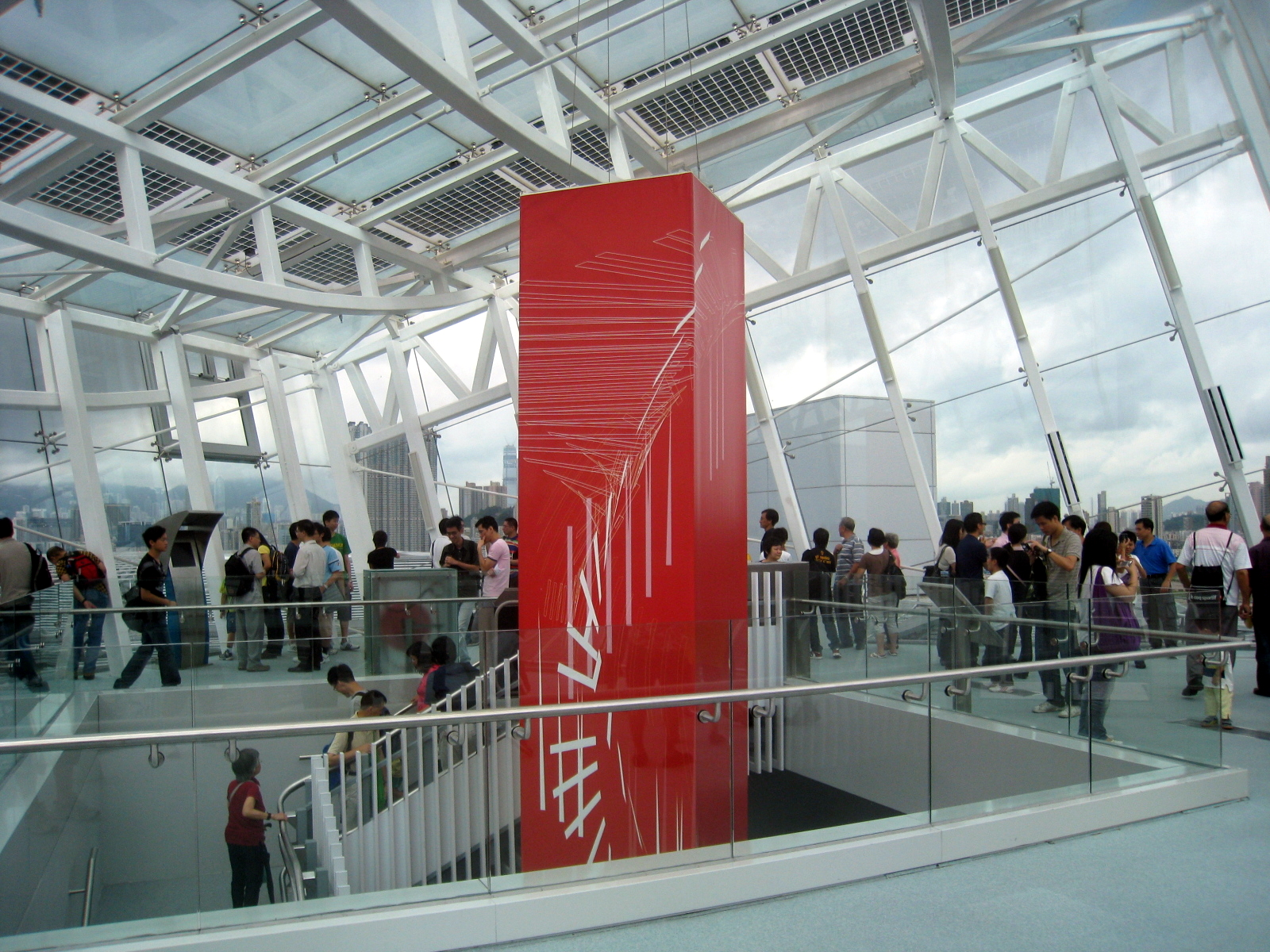
總部大樓頂樓玻璃屋

機電工程署總部大樓（英語：Electrical and Mechanical Services Department Headquarters）是香港特別行政區政府機電工程署總部的所在地，位處於香港九龍九龍灣啟成街3號和啟祥道、承啟道交界，樓高7層，於2005年完成改建啓用，由1991年建成的前啟德機場空運2號貨站大樓所改建而成。
在該大樓啟用之前，機電工程署總部大樓位於香港島銅鑼灣加路連山道。

## 大樓結構
大樓樓高8層，其中7樓為加建部分，而舊建築結構中不適用之部分外牆則予以拆掉。大樓地下至5樓為工場（當中紀律部隊車輛檢修區位於2-3樓），而6至7樓則為辦公室。舊空運貨站之汽車迴旋道予以保留，正好為多層汽車工場車輛流通之用。地下新建的入口大堂特設置一個展覽廳，而1樓則興建一個設備完善的數據中心。
此外大樓6至7樓辦公室的外牆配備回風裝置的雙層玻璃幕牆，至於1至5樓工場的外牆則裝置了鋁合金的擋陽板及排孔板，這些新裝置使新外牆主立面層次豐富，流線感較強。拆掉了原有部分外牆，可促進工場的空氣流通，起了降溫作用。

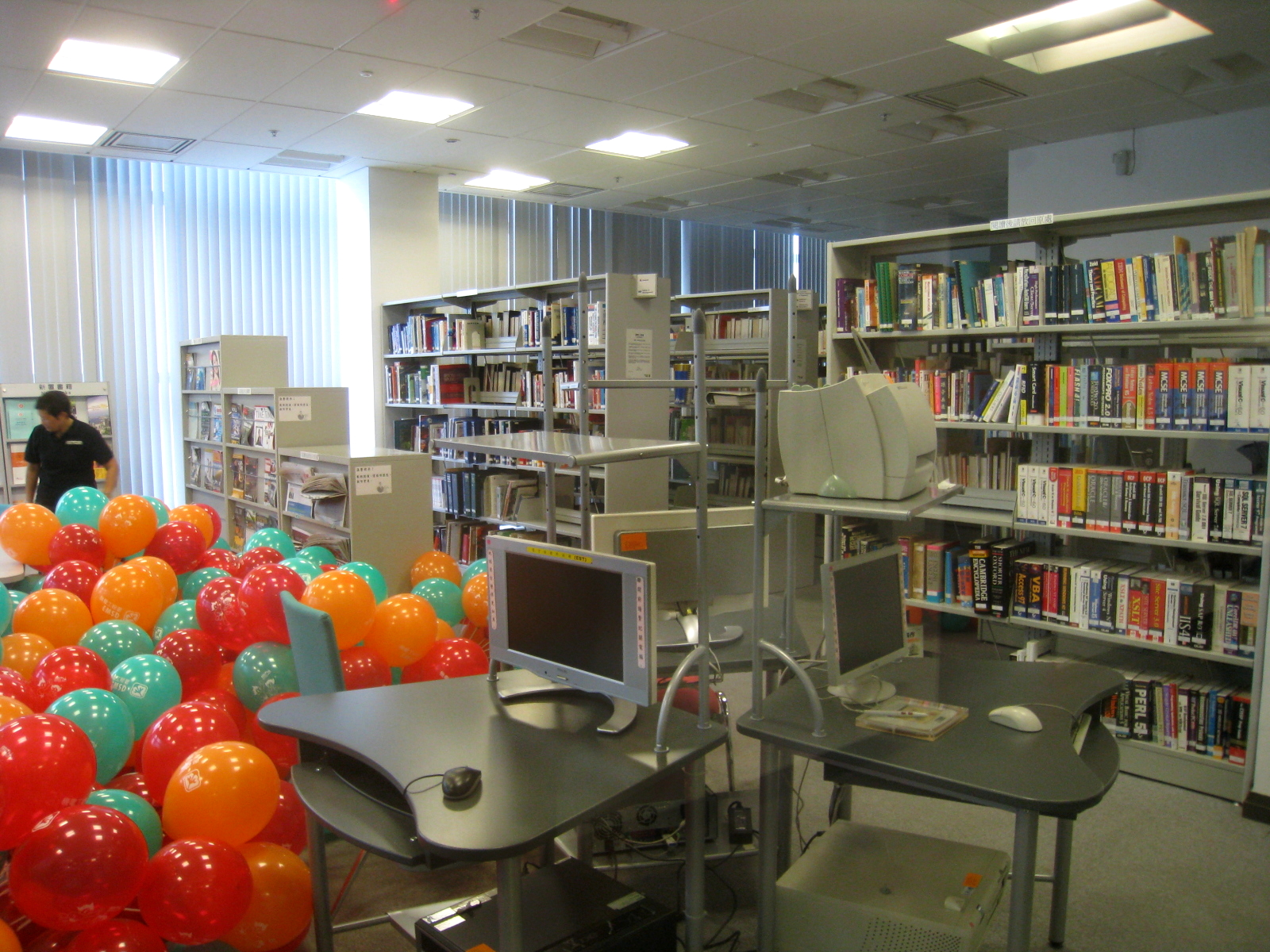
學習資源中心
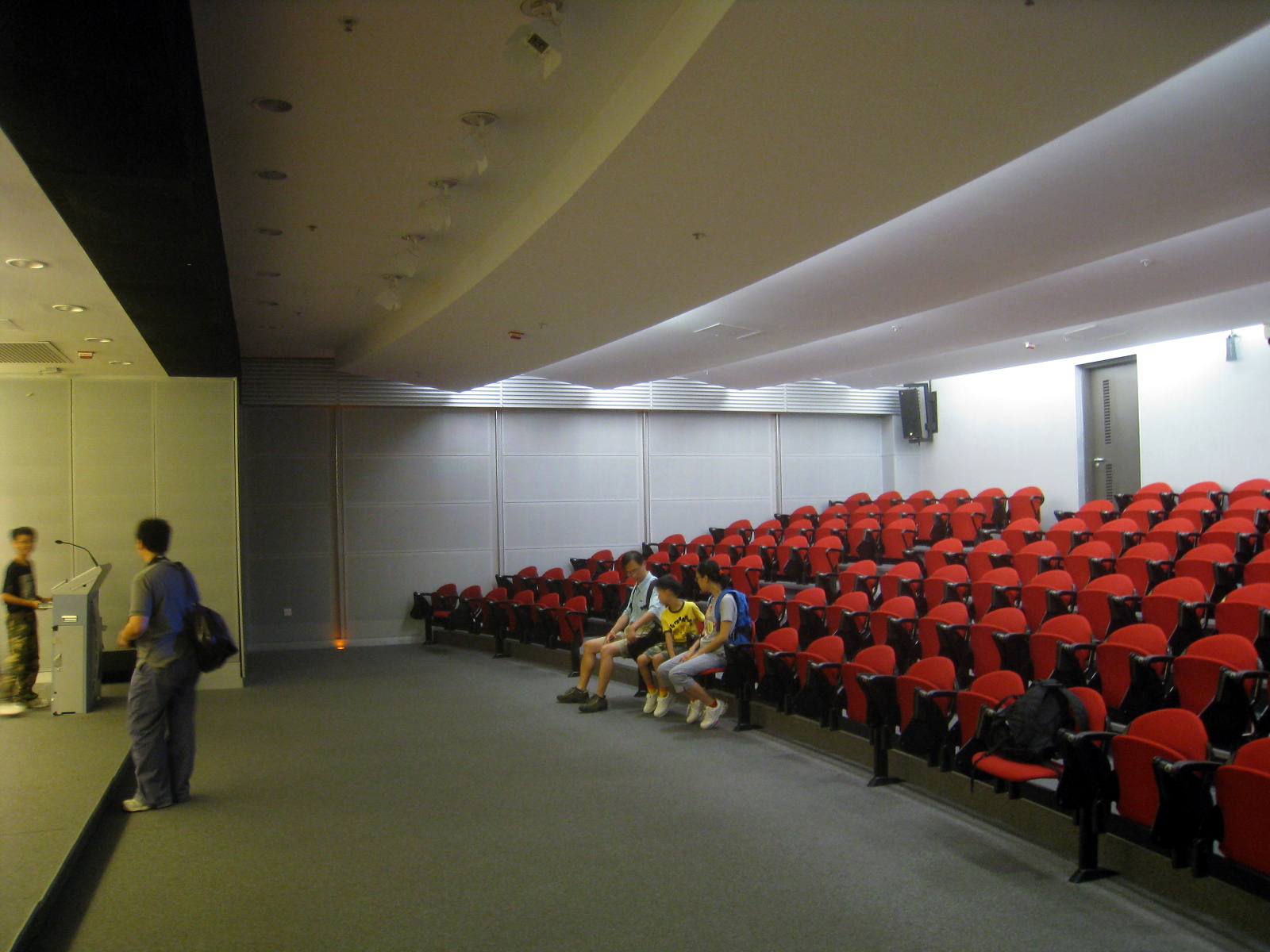
七樓演講廳

## 機電工程署展覽館
機電工程署展覽館於2005年10月18日開幕，分為3個展區，分別位於大樓地下、7樓及頂樓，設立目的是為推廣能源效益和可再生能源科技，並且透過展品來介紹該署的工作。地下展覽區介紹能源效益和可再生能源科技、以及該署在可持續發展上的項目，共有17件展品。7樓展覽區介紹該署在電力、機動遊戲、氣體和升降機及電梯安全上的工作，共有4件展品。而頂樓觀景區則有太陽能發電板及風力發電機。

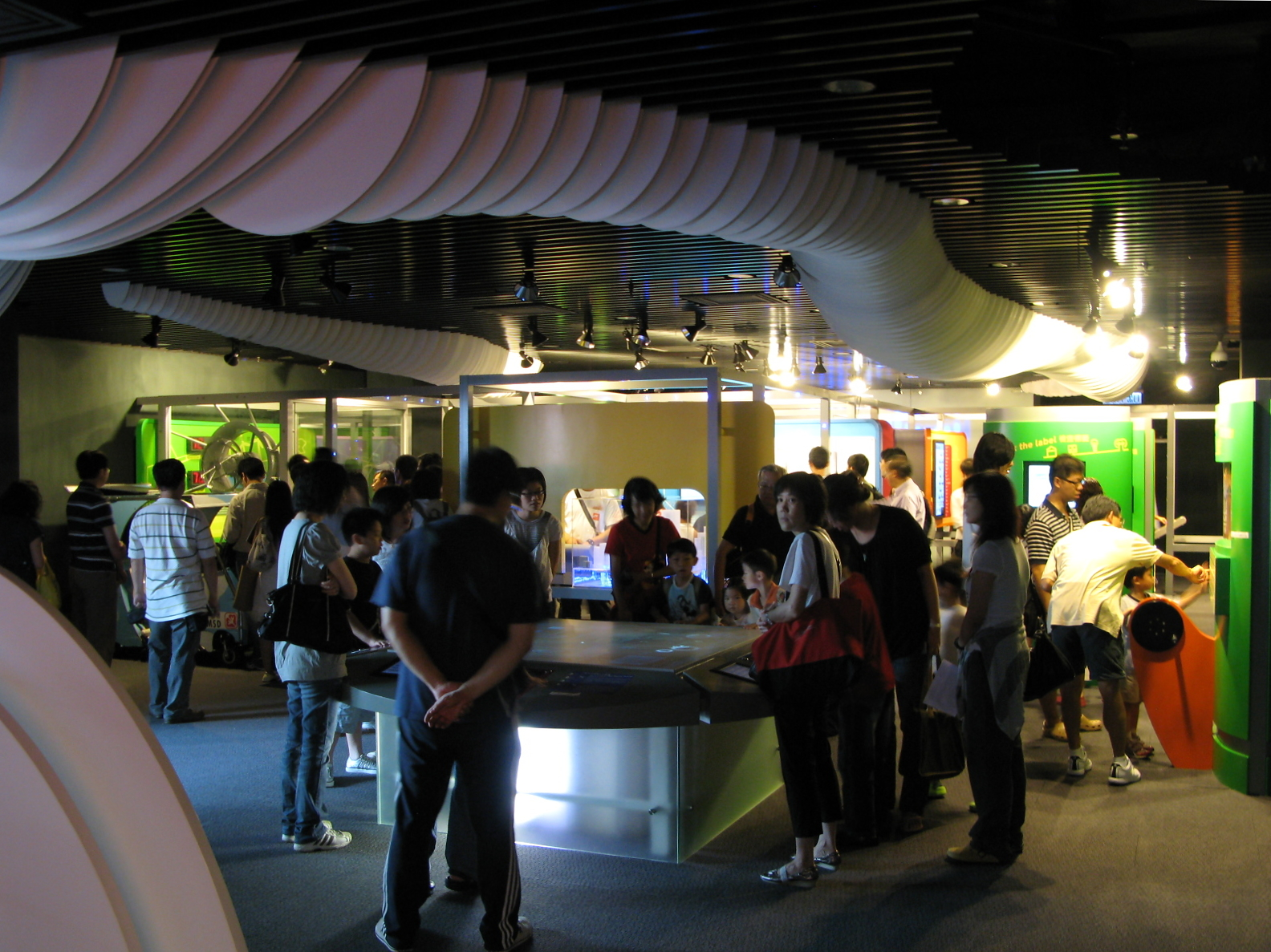
地下展覽廳
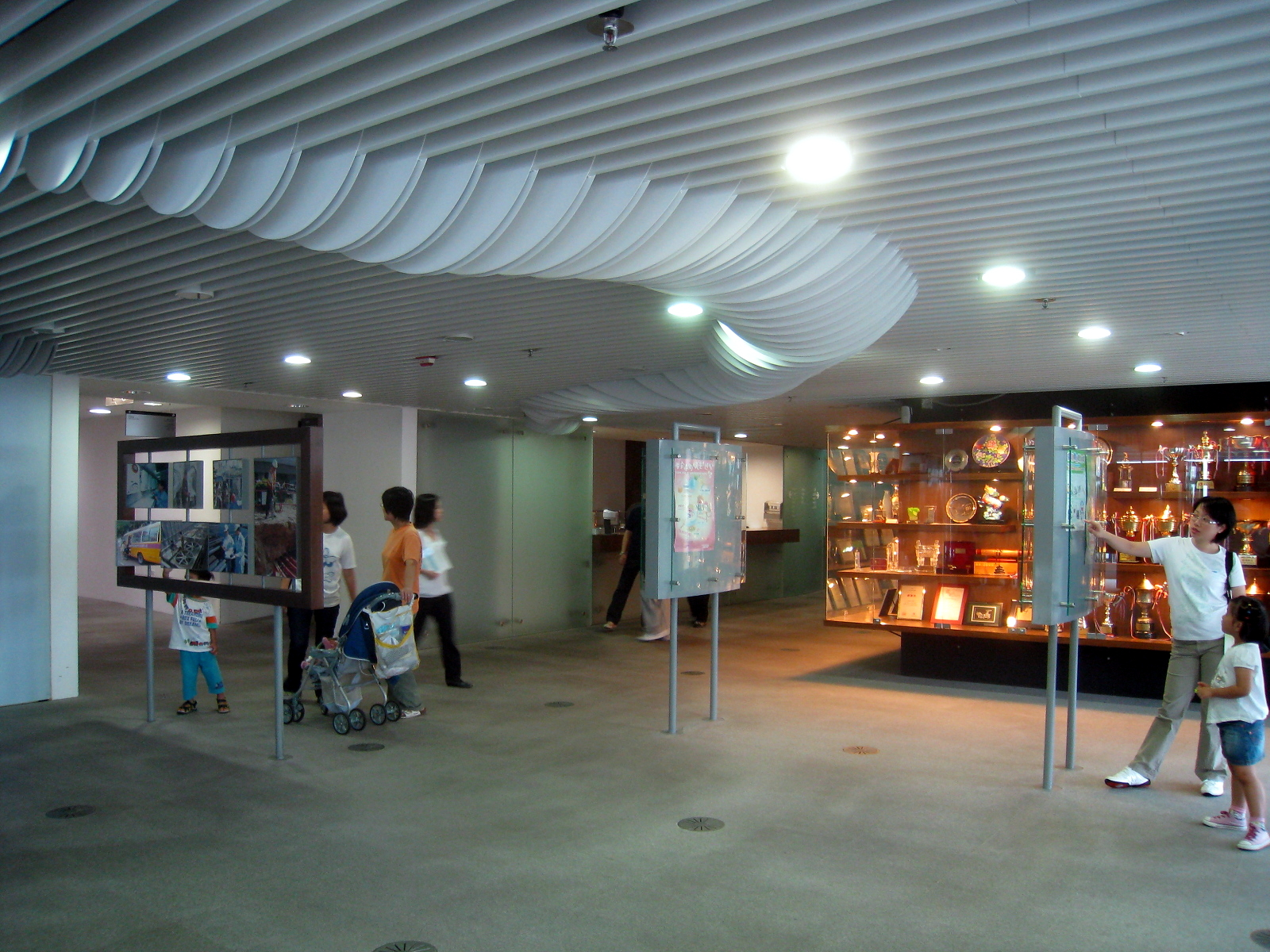
7樓展覽廳
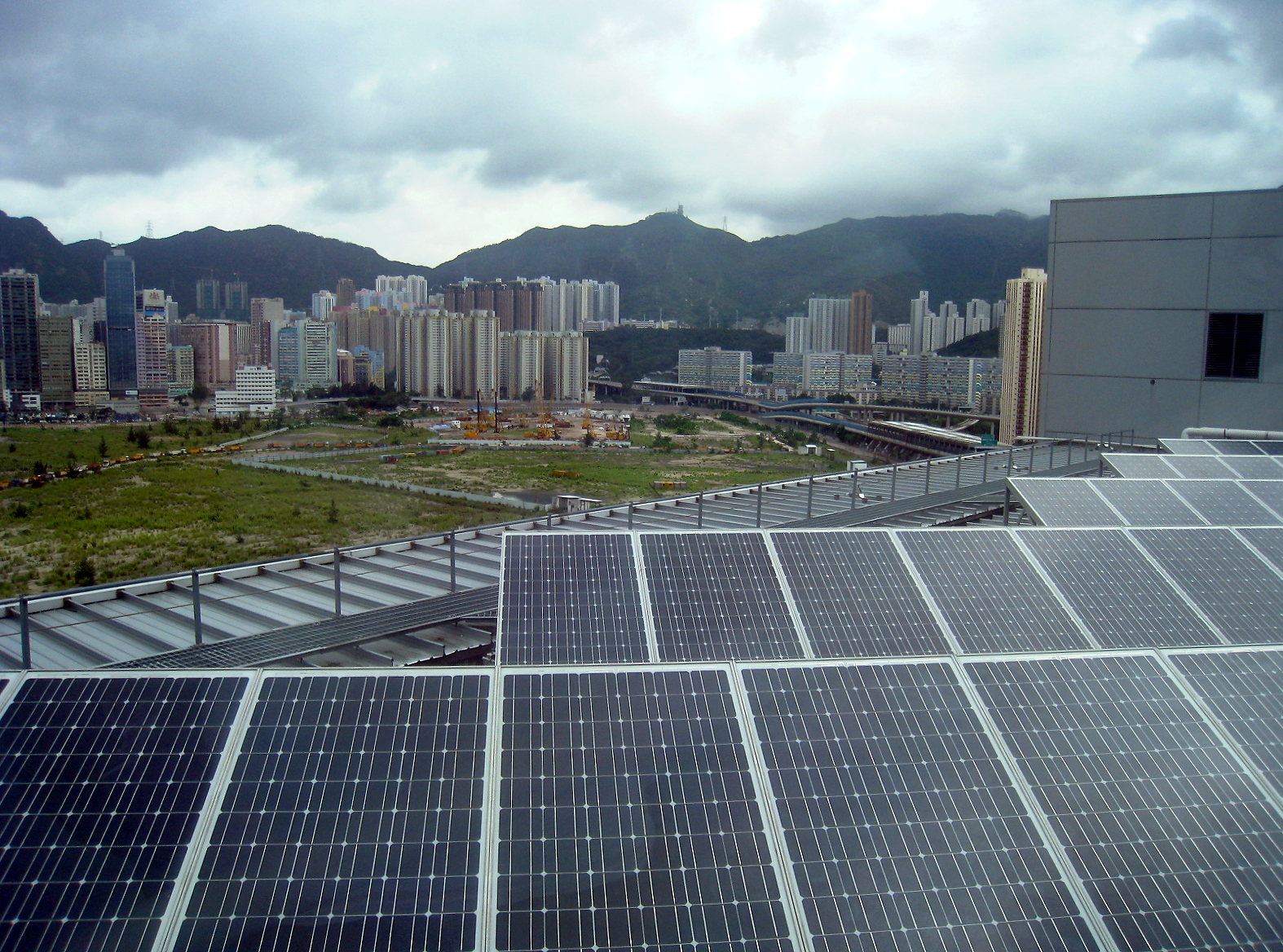
頂樓太陽能發電板

## 環保設計
大樓採取了一系列的環保設計，包括在大樓的周邊及天台均安裝了全香港最大、逾2,300塊最高產電量可以達到350千瓦的太陽能發電板，其他的環保設計包括辦公室樓面採用有隔熱及隔聲功能的雙層玻璃、太陽採光導管、廢水回收循環再用系統等，並曾獲得香港建築師學會2004年年獎的優異獎等獎項。而在啟德發展區區域供冷系統3A期管道開通後，此大樓亦正式加入該系統的供冷網絡；同時，原來於2003年安裝的儲熱泵式冷氣系統現已停用。

## 流行文化
大樓曾作為無綫電視劇集《刑警》和《鐵探》，以及電影《拆彈專家2》的「香港警察總部」，還有電影《鎗王之王》的醫院外景，以及無綫電視劇集《叛逃》中反恐特勤隊之取景地。

## 批評
審計署於2008年11月16日發表「衡工量值報告書」，指機電署總部大樓自啓用以來，每年耗電1,167萬度至1,238萬度，較之前增加35%至43%，電費支出增加20%至25%，最高達1026萬元。然而，大樓樓面面積較該署遷入前的辦公室總面積少1.45%，故審計署認為機電工程署需採取措施減少用電。機電署則回應稱，由於新大樓提供更多新設施，如企業管理數據中心、能源效益及安全教育徑等，而且大樓通道寬闊及樓底較高，令用電量增加。

## 交通
- 設有行人天橋連接九龍灣國際展貿中心

## 外部連結
- 機電工程署大樓資料

1. ↑  . www.emsd.gov.hk.   [2025-01-05]. （原始内容存档于2025-02-17）.